# ほっとニュース北海道
『ほっとニュース北海道』（ほっとニュースほっかいどう）は、2014年3月31日より、北海道内のNHK総合テレビジョンで放送されているNHK札幌放送局制作のローカルニュース番組。

## 概要
『ネットワークニュース北海道』に代わり開始されたローカルニュース番組である。2015年度よりリアルタイム字幕放送を実施している。実施当初は番組冒頭に「字幕放送」のテロップを表示していなかったが、2016年度より表示を行っている。
メインの放送局は札幌であるが、番組開始から長らく、道内7放送局（札幌・旭川・北見・帯広・釧路・室蘭・函館）からの地域放送が 18:50 - 18:55の5分間のみ行われていた（ただし、2021年度の金曜の函館局のみ18:50 - 19:00の10分間編成）。
2021年度は新たに女性キャスターの変更、番組ロゴ及び、エンディングテーマ曲などの内容をリニューアルした。同年6月7日から、札幌放送局の放送会館を大通西から北1条西へ移転し、スタジオ・セットを一新した。
2022年春よりNHK北海道内7局がそれぞれ担当するローカル枠の放送エリアが、道央（札幌・室蘭）、道北・オホーツク（旭川・北見）、道東（帯広・釧路）、道南（函館）の4つに再編され、札幌・旭川・帯広・函館の各局からのニュースが15分間に拡大された。2022年2月25日に、同年度からのローカル枠の放送体制が札幌放送局から発表され、同年4月4日以降、18:40 - 18:55が各地域別のローカル枠となる。各地域別のローカル枠のタイトルは道央が『ほっとニュース道央いぶりDAYひだか』、道北・オホーツクが『ほっとニュース道北・オホーツク』、道東が『ほっとニュースぐるっと道東!』、道南が『ほっとニュース函館』である。18:10 - 18:40・18:55 - 19:00は引き続き『ほっとニュース北海道』のタイトルで札幌から道内全域に向けて放送する。なお、これに先駆けて同年2月28日 - 3月4日にこの体制での放送を試行的に実施した。
2022年4月4日放送分から放送常時同時配信・見逃し番組配信サービス「NHKプラス」で、当番組の見逃し配信を開始した（全道パートと道央ローカルパート〈『道央いぶりDAYひだか』〉を組み合わせて配信）。道央エリア以外の各局ローカルパートについても、2023年6月5日放送分から見逃し配信を開始した。
2023年度から、放送時間、キャスター、テーマソングなどを変更・刷新して、番組を大幅にリニューアルすることが、札幌放送局の会見で発表された。同年からの新主題歌「おかえりなさい」に合わせて、オープニングでは「おかえりなさい」の挨拶から開始される。

## 放送時間
平日 18:00 - 19:00
- 全道ネットは18:00 - 18:40と、金曜（旭川・北見ブロックのみ木曜も）を除く18:55 - 19:00。18:40 - 18:55（金曜と木曜の旭川・北見ブロックは - 19:00）まではブロック別放送。18:55 - 19:00の気象情報は東京からのネットではなく、札幌から全道・全国の天気をカバーする。
- 番組開始から2022年度までは、18:10 - 19:00の50分間の放送であったが、2023年度からは放送開始が10分早くなった。
  - 18:00 - 18:10の放送センター発全国ニュース『NHKニュース』の放送は、北海道ブロックの放送局では、2022年度（2023年3月31日）をもって終了、2023年度からは18:30前後に時差ネットで1 - 2項目伝えている。画面左下の「NHK NEWS」ロゴは「全国のニュース」の文字に差し替え。全国ニュースのコーナーではリアルタイム字幕放送が付与されない。
  - 当番組と同時間帯の、首都圏局の『首都圏ネットワーク』（2023年度まで）と、近畿ブロックで放送している『ほっと関西』では、2022年度から2024年度まで先行して同様の措置をとっていたが、それらに続く形となった[8][9]。なお、18時からの全国ニュースは2024年から首都圏向けに、2025年から近畿地方向けにもそれぞれ放送され裏送りは解消されたが、引き続き北海道ブロックは同時ネットせず、ディレイ放送を継続する[10][11]。
- 平日であっても特設ニュースなどに伴う特別編成やスポーツ中継（大相撲中継の取組）の進行に応じて延長、それに伴い休止となるか時間変更・短縮となる場合があり、特にプロ野球に関してはシーズン中に北海道日本ハムファイターズ戦のナイター中継がある日は18:59 - 19:00に球場からのミニ中継を挿入するため1分短縮して18:59終了となる。
- 放送開始当初から土曜日・日曜日の放送はなく、祝日・年末年始・およびNHKがジャパンコンソーシアムからオフィシャルブロードキャスターとして放送権を有するオリンピック期間中に関しては放送休止となる。
  - 休止となる場合は本番組の代替として18:45 - 18:59に『ニュース北海道645』（年末年始は『NHKニュース』〈番組表上の表記タイトルは『北海道のニュース・気象情報』〉に改題の上、18:50 - 19:00に繰り下げ・短縮）を放送（札幌局制作による全編全道放送）、その後『NHKニュース7』に接続している。
- 17:57 - 18:00に濱崎が担当する北海道の気象情報も別途放送（大相撲・高校野球期間中を除く）。なお、2014年度に関しては前番組『ネットワークニュース北海道』時代を踏襲する形で、『ゆうどき』[注 3]を飛び降りた後の17:54 - 18:00に佐藤と濱崎が出演する北海道の気象情報と本編の予告を放送していた。
- 2018年9月6日・7日の放送は、6日未明に発生した北海道胆振東部地震に関する報道特番の扱いで、NHKのニュースサイト『NHK NEWS WEB』で臨時に同時配信された。
- 2018年10月5日は、前述した災害の発生から翌日で1か月を迎えることに合わせた特別報道のため、40分前拡大（17:30 - 19:00）。このため、前座番組『ニュース シブ5時』については17:30以降の部分を臨時にネット返上した。
- 2020年に入り、新型コロナウイルスの感染拡大に伴い北海道知事・鈴木直道が行う記者会見を中継するために、通常の番組放送開始時刻より早い17:30頃より放送をすることがある。
- 以下は、2022年度からの地域放送拡充へ向けたトライアル放送として実施されたものである。
  - 2021年4月19日 - 23日、7月16日、8月20日、12月6日 - 10日は、帯広局・釧路局エリアでは18:45 - 19:00に『ほっとニュース道東スペシャル〜釧路・根室・十勝一緒に放送!〜』を放送したため、18:45飛び降りとなった。
  - 同年5月17日 - 21日、9月10日[12]、12月6日 - 10日は、旭川局・北見局エリアでは18:45 - 19:00に『ほっとニュース道北・オホーツクスペシャル』を放送したため、こちらも18:45飛び降りとなった。
  - 同年12月13日 - 17日は、『ほっとニュース北海道』としては18:45で終了。18:45 - 19:00は札幌局・室蘭局エリア、函館局エリア[13]、帯広局・釧路局エリア（12月16日・17日は18:40飛び降り） [14]、旭川局・北見局エリア[15]でそれぞれローカルニュースを放送した。
  - 2022年2月28日 - 3月4日は、『ほっとニュース北海道』としては18:40で一旦中断となり、18:40 - 18:55は札幌局・室蘭局エリア、函館局エリア（2月28日・3月1日・3月3日は18:40飛び降り）[16]、帯広局・釧路局エリア（3月4日は18:40飛び降り） [17]、旭川局・北見局エリア（3月1日は18:40飛び降り）[18]でそれぞれローカルニュースを放送した。
- 放送休止や短縮・繰り下げなどの事例は次の通り。
  - 2021年7月12日 - 21日は、18:10 - 18:30に東京オリンピックの事前関連番組『COUNTDOWN TOKYO』（『首都圏ネットワーク』のフォーマットで放送）を放送のため、20分繰り下げ・短縮（18:30 - 19:00）[注 4]。その後、同月26日 - 8月6日は東京オリンピック中継のため番組自体を休止し、18:50 - 19:00に代替の『北海道のニュース・気象情報』を放送した。
  - 2021年8月10日 - 24日は、18:10 - 18:25に『アニ×パラワールド』を放送することに伴う特別編成のため、10日 - 23日は20分繰り下げ・短縮（18:30 - 19:00）[注 5]。24日はこれに加え、18:30 - 18:45に東京からの裏送りで『パラ×ドキッ!15min.』を放送していたため休止し、18:45 - 19:00に代替の『北海道のニュース・気象情報』を放送した。
  - 2021年8月25日 - 9月3日は、東京パラリンピック中継のため休止し、18:45 - 19:00に代替の『北海道のニュース・気象情報』を放送した。なお、この東京パラリンピック中継に伴う休止期間中、瀬田は競技中継番組の進行キャスターを担当するため東京に出張していた。
  - 2021年9月16日は、番組放送中の18:43頃に緊急地震速報が石川県に発令され、瀬田が即座に緊急地震速報についてコメントしたが、その直後をもって強制打ち切り終了となり、東京発の緊急ニュースに切り替えられた。緊急ニュースは19:00まで続き（実際石川県で最大震度5弱の揺れを観測した）、そのまま『NHKニュース7』へリレーした[注 6]。
  - 2022年1月14日、2月25日、3月11日は室蘭局エリアのみ同局開局80周年記念特集のため、1月28日は同じく胆振・日高地方の新型コロナウイルスに関するニュースの拡大のため、3月18・30日は同局ニュースの拡大のためそれぞれ18:50飛び降りとなった[注 7]。
  - 2022年2月3日と7日 - 18日は、北京オリンピック中継のため20分繰り下げ・短縮（18:30 - 19:00）となり、このうち3日と8日は女子アイスホッケーの日本戦の試合開始時間の都合上35分繰り下げ・短縮（18:45 - 19:00）となった。ただし、11日は祝日（建国記念の日）のため休止となり、通常の祝日と同様18:45 - 18:59に代替の『ニュース北海道645』を放送した。
  - 2022年3月23日は18:00から20分間、ウクライナのウォロディミル・ゼレンスキー大統領が国会で行われたオンライン演説に関するニュースを放送したため10分繰り下げ・短縮（18:20 - 19:00）となった。
  - 2022年4月8日、7月14日、10月28日は18:00から35分間、岸田文雄総理大臣の会見中継（特設ニュース扱い）のため25分繰り下げ・短縮（18:35 - 18:50）となり、その後の4地区のニュースは10分繰り下げ・短縮（18:50 - 19:00）となった。
  - 2022年4月26日は知床観光船遭難事故関連ニュースのため『ニュースLIVE! ゆう5時』を番組中盤の最新ニュースコーナーが終わった17:42頃（番組表上は17:40）で飛び降り[注 8]て放送開始。その後18:00から岸田総理大臣の会見の中継（特設ニュース扱い）を挟み、18:41から再び当番組を放送したが、通常18:40から15分間放送されている地域ごとのニュースは休止となった。この2部編成での合計放送時間は37分で普段より13分短縮となった。
  - 2022年5月2・6日は大型連休期間の特集編成との兼ね合いで18:40から15分間放送されている地域ごとのニュースが休止となり、18:10から19:00まで全編全道放送となった。また、この両日は瀬田アナが休暇を取り出演せず、高山大吾アナがメインキャスター代理を務めた（石川・濱崎両アナは通常通り出演）。
  - 2022年6月15日は18:00から岸田総理大臣の会見中継（特設ニュース扱い）のため『ニュースLIVE! ゆう5時』を番組中盤の最新ニュースコーナーが終わった17:36で飛び降り[注 9]て放送開始。その後の18:39から再び当番組を放送したが、通常18:40から15分間放送されている地域ごとのニュースは18:50からの10分繰り下げでかつ5分短縮となり、18:55からの道内全域へのニュースは取りやめとなった。この2部編成での合計放送時間は45分で普段より5分短縮となった。
  - 2022年6月27 - 29日は18:25から第26回参議院議員通常選挙の北海道選挙区政見放送（1日4候補ずつ）のため[19]、一時中断した後に18:51から再開し、3分後からは地域ごとのニュースを放送するという特別編成となった。この特別編成での合計放送時間は24分で普段より26分短縮となった。
  - 2022年7月8日は奈良県で昼前に起きた安倍晋三銃撃事件による臨時ニュース編成により18:45からの短縮放送となり、18:40からの地域ごとのニュースは休止となった。
  - 2022年8月10日は18:00から41分間、岸田文雄総理大臣による内閣改造会見の中継（特設ニュース扱い）のため31分繰り下げ・短縮（18:41 - 18:50）となり、その後の4地区のニュースは10分繰り下げ・短縮（18:50 - 19:00）となった。
  - 2022年12月16日と2023年3月17日は18:00から45分間、岸田総理大臣の会見の中継（特設ニュース扱い）のため18:45からの短縮放送となり、18:40からの地域ごとのニュースは休止となった。
  - 2023年2月24日は18:10から35分間、岸田総理大臣の会見の中継（特設ニュース扱い）のため18:45からの短縮放送となり、18:40からの地域ごとのニュースは休止となった。
  - 2023年6月13日は18:30から岸田総理大臣の会見の中継（特設ニュース扱い）のため30分の短縮放送となり、18:40からの地域ごとのニュースは休止となった。
  - 2023年6月21日と8月4日は18:00から40分間、岸田総理大臣の会見の中継（特設ニュース扱い）のため18:40からの短縮放送となり、同時刻からの地域ごとのニュースは休止となった。
  - 2023年12月25日 - 28日、2024年1月4日 - 5日は18:40からの地域ごとのニュースは休止し、道内のニュースを60分間（5日のみ50分間）放送された。
  - 2024年1月5日から2月1日まで、1月1日に発生した「令和6年能登半島地震」関連ニュースを中心に18:00 - 18:10に放送センターから全国のニュースをネット受けし、18:10から放送開始[注 10]（首都圏局の『首都圏ネットワーク』、大阪局の『ほっと関西』も同じ）となった。そのため番組コーナー内の「全国のニュース（18:30前後時差ネット）」は放送されなかった。
  - 2024年1月16日は、18:40からの地域ごとのニュース放送開始数分後の18:42頃緊急地震速報が石川県に出され、東京・渋谷の協会本部から緊急報道を伝えるため、18:43放送打ち切りとなった。
  - 2024年3月1日は、国会中継（第213回国会 衆議院政治倫理審査会 自民党派閥政治資金問題関連質疑）を放送したため、道内のニュースは18:30開始となり、地域ごとのニュースは18:46開始（18:55からの道内ニュースは中止）となった。

## 現在の出演者
メインキャスター
- 神門光太朗（NHKアナウンサー、2023年4月3日 - ）
  - 当番組のキャスターに就任する前、前任地の帯広放送局では、道東地域のローカルパートを交代で担当していた。
- 飯尾夏帆（NHKアナウンサー、2024年3月25日 - ）[20][21][22]

スポーツキャスター
- 渡邉美希（2022年4月4日 - ）
  - 元岐阜局契約キャスター

気象予報士
- 浜崎慎二

リポーター
- 岩尾亮
- 坂井里紗（『道央いぶりDAYひだか』道央エリア担当）
- 内部明日香（『道央いぶりDAYひだか』胆振・日高エリア担当、2022年3月までは室蘭局契約キャスター）

※この他、札幌局のアナウンサーがシフトでニューススタジオから道内ニュースを伝える。

### 出演者の代行事例
- 2022年7月25日から3日間は石川が夏休みのため是永千恵がキャスター代行を務めた。なお、瀬田は新型コロナウイルス罹患（陽性）のため7月25日 - 28日は大河内惇が、29日から8月5日までは小山凌がキャスター代行を務めた[注 11]。
- 2022年8月15日から5日間は石川が夏休みのため渡邉美希がキャスター代行を務めた（瀬田は通常通り出演）。
- 2022年8月8日から10日までは浜崎慎二が休みのため気象情報は浅田麻実が代行[23]、10月17日から21日も休みだが17、18日は気象キャスターがなく気象情報は瀬田が代行、19 - 21日は浅田麻実が代行した。
- 2023年7月20日から2日間は是永が休みのため飯尾夏帆がキャスター代行を務めた[24]。
- 2023年8月14日から18日までは神門が休みのため高市佳明がキャスター代行を務めた。
- 2023年10月2日から4日までは是永が、5日から6日までは神門が『道央いぶりDAYひだか』スペシャルウィーク「後志Go!Go!5号線」企画で中継先からそれぞれ出演したため、山下佳織（前半3日間）と大河内惇（後半2日間）がキャスター代行を務めた。
- 2023年10月10日から13日までと16日から20日までは是永が夏休みのため、前半は飯尾夏帆が、後半は野原梨沙（帯広局）がそれぞれキャスター代行を務めた。
- 2024年2月5日から6日までは神門が、7日から9日までは是永が『道央いぶりDAYひだか』スペシャルウィーク「会いに雪たい。南空知!」企画で中継先からそれぞれ出演したため、大河内惇（前半2日間）と山下佳織（後半3日間）がキャスター代行を務めた。
- 2024年2月13日から4日間は神門が休みのため、高市佳明がキャスター代行を務めた。
- 2024年2月19日から4日間は是永が休みのため、前半2日間は野原梨沙（帯広局）が、後半2日間は飯尾夏帆がキャスター代行を務めた。
- 2024年2月27日は是永が休みのため、山下佳織がキャスター代行を務めた。

## 過去の出演者
| 期間      | 期間      | 男性       | 女性                | スポーツ   | 気象予報士 |
| --------- | --------- | ---------- | ------------------- | ---------- | ---------- |
| 2014.3.31 | 2015.3.27 | 佐藤龍文   | 戸口千秋 ↓ 河野千秋 | 久下真以子 | 浜崎慎二   |
| 2015.3.30 | 2018.3.30 | 佐藤龍文   | 戸口千秋 ↓ 河野千秋 | 渡邉唯     | 浜崎慎二   |
| 2018.4.2  | 2019.3.29 | 瀬田宙大   | 永井華子            | 渡邉唯     | 浜崎慎二   |
| 2019.4.1  | 2020.3.27 | 瀬田宙大   | 永井華子 太細真弥   | 加藤美穂   | 浜崎慎二   |
| 2020.3.30 | 2021.3.26 | 瀬田宙大   | 太細真弥 毎熊千遥   | 加藤美穂   | 浜崎慎二   |
| 2021.3.29 | 2022.4.1  | 瀬田宙大   | 菅野愛 石川晴香     | 加藤美穂   | 浜崎慎二   |
| 2022.4.4  | 2023.3.31 | 瀬田宙大   | 石川晴香            | 渡邉美希   | 浜崎慎二   |
| 2023.4.3  | 2024.3.22 | 神門光太朗 | 是永千恵            | 渡邉美希   | 浜崎慎二   |
| 2024.3.25 | 現在      | 神門光太朗 | 飯尾夏帆            | 渡邉美希   | 浜崎慎二   |

- 國生千代（リポーター）
- 藤田華生（リポーター）
- 佐々木愛英（リポーター）
- 和田遥（リポーター）
- 二株麻依（リポーター・2019年4月 - 2022年3月）

## 主なコーナー
- あなたのニュース - 2023年開始。視聴者から寄せられた投稿写真を身の回りのニュースとして紹介。
- シリーズ企画
- ほっとスポーツ
- ライブほっかいどう
- ほっと中継
- シラベルカ - 2020年開始。視聴者から寄せられた地域の疑問を、記者・ディレクター・アナウンサー・カメラマンらによる取材チームが調査する[25]。
- ローカルフレンズ滞在記（木曜） - 2021年開始。月替わりで道内の1振興局を指定し、地域に深い人脈を持つ「ローカルフレンズ」のもとに番組ディレクターが1か月間滞在し地域の宝を紹介する[26]。
- ReNews（リニュース）北海道 - 2024年開始。視聴者のリクエストや季節の話題に合わせ、NHK北海道がこれまでに報じてきた過去のニュース映像を紹介し意外な北海道の姿を見つめる[27]。
- 番組冒頭 / 気象情報
- 18:40[注 12] / 各局ローカルパート
- 18:55 / ほっとするニュース

## エンディングテーマ
- 2014 - 15年度：流（音更町出身）『すずなり』[28]
- 2016年度：SE-NO（稚内市出身）『SOYA PARTY』[29]
- 2017年度：My's（十勝管内出身）『世界でただ一人の君のため』[30]
- 2018年度：なかにしりく（札幌市出身）『ドア』[31]
- 2019 - 20年度：まえだゆりな（旭川市出身）『ぼくときみと』[32]
- 2021 - 22年度：HAMBURGER BOYS（札幌市出身）『NANTE HOT』（OP兼用）[33]
- 2023年度 - 現在：Little Glee Monster『おかえりなさい』[34]（OP兼用） - アサヒが札幌市出身、蔦谷好位置（札幌市出身）が作詞作曲を担当。

## 18:40以後のブロックローカルパートについて
ローカルブロックパートのキャスター陣については、道央・胆振・日高ブロック以外複数の出演者がいる場合はその中から毎週2名を選んでのローテーション制が採用されている。

### ほっとニュース道央いぶりDAYひだか（NHK札幌放送局制作の道央・胆振・日高地域ローカルパート）
概要
道央（石狩・空知・後志）・胆振地方・日高地方の情報を取り扱う。キャスターは全道版から引き続き続投するため挨拶は省略している。
オープニングテーマはLittle Glee Monster「おかえりなさい」のインストゥルメンタルアレンジを使用している。（2023年度では「ほっとニュースぐるっと道東!」でも使用されていた）

### ほっとニュース道北・オホーツク （NHK旭川放送局制作の道北・オホーツク地域ローカルパート）
概要
道北（宗谷・留萌・上川・北空知）・オホーツク地方の65市町村の情報を取り扱う。
「ほっとニュース道央いぶりDAYひだか」、「ほっとニュース函館」では「ほっとニュース北海道」と同様、Little Glee Monsterの「おかえりなさい」をオープニングテーマとしているが、本番組ではキャスターの鈴木遥が作曲した独自のテーマ曲を用いている。番組内のジングルや気象情報内のBGM、エンディングテーマもこのテーマ曲をアレンジしたものである。
主なコーナー
- 赤羽祐介の気象ワンポイント、道北・オホーツクの気象情報
- 進め!地域おこし協力隊
- しれとこ季節の便り（月に1度放送）
- イケ行け!ヴォレアス
- 北のそなえ術
- 知っトク!ステーション
- 赤羽祐介のお天気赤マル（3週に1度、木曜に放送（2024年度は金曜に放送））
- 中継・旬が来た!
- おどろき!社会科見学
- 小さなドキュメント
- 及川凜華の港メシ（不定期放送）
- 吉田小夏とかんたんストレッチ（不定期放送）

過去のコーナー
- キッズとおでかけ（2022年度 - 2024年度）
- ふるさと自慢（2022年度 - 2024年度）

メインキャスター
- 白崎義彦（NHKアナウンサー、2023年7月 - ）
- 大河内惇（NHKアナウンサー、2024年4月1日 - ）[20]

メインキャスター2名が中継や他番組の収録などでどちらもスタジオから出演できない際には札幌局所属のアナウンサーが応援で出演する。2024年度には以下のアナウンサーが出演した。
- 赤松俊理（NHK札幌放送局アナウンサー、7月22日・23日）
- 八尋隆蔵（NHK札幌放送局アナウンサー、9月5日・1月23日・3月3日 - 5日）
- 曽根優（NHK札幌放送局アナウンサー、10月31日・12月6日）
- 小山凌（NHK札幌放送局アナウンサー、11月28日・12月19日・3月7日）
- 筒井亮太郎（NHK札幌放送局アナウンサー、12月2日 - 5日）
- 横山哲也（NHK札幌放送局アナウンサー、1月30日）
- 小林孝司（NHK札幌放送局アナウンサー、3月6日）

2025年度には以下のアナウンサーが出演した。
- 八尋隆蔵（NHK札幌放送局アナウンサー、4月3日）
- 関根太朗（NHK札幌放送局アナウンサー、5月29日）
- 小林孝司（NHK札幌放送局アナウンサー、7月17日）

サブキャスター（リポーター兼務）
- 及川凜華（旭川局契約キャスター、2023年4月 - ）[注 13]
- 田中さや（旭川局契約キャスター、2025年4月7日 - ）

気象予報士
- 赤羽祐介（2022年4月 - ）

過去の出演者（所属は出演当時）
- 後藤理（NHKアナウンサー、メインキャスター・2022年4月 - 2023年6月）
- 鈴木遥（NHKアナウンサー、メインキャスター・2022年4月 - 2024年3月22日）
- 大橋未帆（旭川局契約キャスター、サブキャスター・2022年4月 - 2023年3月）[注 14]
- 舛川弥生（北見局契約キャスター、サブキャスター・2022年4月 - 2024年3月29日）[注 15]
- 工藤恵里奈（旭川局契約キャスター、2022年4月 - 2025年3月28日）

### ほっとニュースぐるっと道東!（NHK帯広放送局制作の道東ローカルパート）
概要
道東（十勝総合振興局管内）・釧路地方・根室地方の情報を取り扱う。
2023年度は、「ほっとニュース道央いぶりDAYひだか」、「ほっとニュース函館」では「ほっとニュース北海道」と同様、Little Glee Monsterの「おかえりなさい」をオープニングテーマとしていた（「ほっとニュース道央いぶりDAYひだか」と同様のインストゥルメンタルアレンジが使用されていた。）が、2024年度より森大翔（羅臼町出身）の『いつか僕らは～I Left My Heart in Rausu～』にリニューアルされた。
主なコーナー
- エリアニュース（十勝地方のニュースは帯広局のスタジオ、釧路・根室地方のニュースは釧路局のスタジオからそれぞれ読み上げる）
- 曜日別特集・中継
- 動物園に行こう!（不定期放送）
- 災害から命を守る（不定期放送）
- わたしのなまらスゴイ!ニュース（不定期放送）
- 季節の風景写真紹介（視聴者から寄せられた季節の風景写真を紹介する）
- 釧路・根室・十勝エリアの気象情報

メインキャスター
- 園田遼斗（NHKアナウンサー、2023年4月 - ）
- 野原梨沙（NHKアナウンサー、2023年4月 - ）
- 高市佳明（NHKアナウンサー、2024年4月1日 - ）[20]

サブキャスター（リポーター兼務）
- 金杉未来（帯広局契約キャスター、2022年4月 - ）
- 中田結子（帯広局契約キャスター、2025年4月2日 - ）
- 斉藤未涼（釧路局契約キャスター、2025年3月31日 - ）[注 16]

気象予報士
- 鈴木貴大（025年3月31日 - ）

過去の出演者（所属は出演当時）
- 神門光太朗（NHKアナウンサー、メインキャスター・2022年4月 - 2023年3月）
- 伊原弘将（NHKアナウンサー、メインキャスター・2022年4月 - 2023年3月）
- 赤松俊理（NHKアナウンサー、メインキャスター・2022年4月 - 2024年3月22日）
- 江連すみれ（帯広局契約キャスター、サブキャスター・2022年4月 - 2023年3月）
- 野口香織（釧路局契約キャスター、サブキャスター・2022年4月 - 2023年3月）[注 16]
- 高松みなみ（帯広局契約キャスター、サブキャスター・2023年4月 - 2025年3月17日）
- 堀若菜（釧路局契約キャスター、サブキャスター・2023年4月 - 2025年3月21日）[注 16][注 17]
- 中屋裕貴（気象予報士、気象キャスター・2022年4月 - 2025年3月26日）

### ほっとニュース函館（NHK函館放送局制作の道南ローカルパート）
概要
道南（渡島・檜山）の情報をストレートニュース形式で取り扱う。キャスターは函館局のみ1人体制でアナウンサー・契約キャスターのローテーション制で交代している。後半の気象情報では青森県内の天気も放送している。
メインキャスター
- 河島康一（NHKアナウンサー、2024年8月20日 - ）
- 網秀一郎（NHKアナウンサー、2025年7月7日 - ）

サブキャスター（リポーター兼務）
- 入内嶋舞（函館局契約キャスター、2024年4月1日 - ）[20]
- 堀若菜（函館局契約キャスター、2025年4月1日 - ）

気象予報士
- 丸山将（2022年4月 - ）

過去の出演者（所属は出演当時）
- 上野速人（NHKアナウンサー、メインキャスター・2022年4月 - 7月）
- 三平泰丈（NHKアナウンサー、メインキャスター・2022年4月 - 2024年8月23日）
- 向井一弘（NHKアナウンサー、メインキャスター・2022年8月 - 2025年6月24日）
- 花田実咲（函館局契約キャスター、サブキャスター・2022年4月 - 2024年3月29日）
- 奥野真代（函館局契約キャスター、サブキャスター・2022年4月 - 2025年3月21日）

### 2022年4月以降のローカル枠での気象情報
2022年3月までは札幌局を除き道内7放送局各局のニュース担当アナウンサーが各地域の詳しい予報を読み上げていたが、2022年4月以降は各局の専属気象予報士が各エリアの詳しい予報を担当する。
| 放送局                               | 地域別予報エリア （太字以外は近接地域のみ） | 週間天気対象市町                                                                                           |
| ------------------------------------ | ------------------------------------------- | --- |
| 道央いぶりDAYひだか （札幌・室蘭局） | 石狩 空知 後志 胆振 日高 渡島 十勝[注 18]   | 札幌市 岩見沢市 俱知安町 室蘭市 苫小牧市 浦河町                                                            |
| 函館 （函館局）                      | 渡島 桧山 石狩 後志 胆振 津軽 下北 東京     | 函館市 八雲町 松前町 江差町 せたな町 奥尻町 札幌市 旭川市 北見市 帯広市 釧路市 室蘭市                      |
| 道北・オホーツク （旭川・北見局）    | 上川 留萌 宗谷 空知 網走 北見 紋別          | 旭川市 名寄市 富良野市 深川市 留萌市 稚内市 紋別市 北見市 網走市 札幌市 釧路市 根室市 帯広市 室蘭市 函館市 |
| ぐるっと道東! （帯広・釧路局）       | 十勝 釧路 根室 北見 上川 日高 石狩          | 足寄町 帯広市 広尾町 釧路市 根室市 札幌市[注 19]                                                           |